# Claude Fouquet
Pour les articles homonymes, voir Fouquet.
Claude Fouquet, né le 27 juin 1935 à Saint-Quentin dans l'Aisne, mort à Paris le 2 décembre 2018, est un diplomate et essayiste français.

## Biographie
Claude Fouquet est docteur ès sciences économiques (1959), diplômé de l'Institut d'études politiques de Paris, ancien élève de l'École nationale d'administration et du Fulbright Scholar de l'Université de Chicago. Il a été élève de Pierre Grimal et de Raymond Aron à Paris, de Leo Strauss et de Friedrich Hayek à l'Université de Chicago.
Claude Fouquet a ensuite travaillé dans les cabinets ministériels d'André Bord en 1966, de Jacques Chirac en 1967, de Jean de Lipkowski en 1971, et de Maurice Schumann en 1973.
Il a ensuite été premier secrétaire à l'ambassade de France en Malaisie en 1968 et en Grèce en 1973. De 1982 à 1986, il fut sous-directeur chargé de l'Amérique du Sud au ministère des Affaires étrangères. En 1986, il fut nommé ambassadeur en République dominicaine, fonction qu'il exercera jusqu'en 1990. Il a aussi exercé la fonction de consul général à Houston de 1978 à 1981, à Rio de Janeiro de 1993 à 1996 et à Genève de 1996 à 1999.
Claude Fouquet est également membre de l'Institut français de polémologie. Il est chargé de cours à Paris-Assas et à l'Institut international d'administration publique. Membre de l'Institut historique et géographique du Brésil, il a participé à la fondation de la revue Commentaire en 1978 avec Raymond Aron. Il participe également à la revue Sociétal ou à la revue Le Banquet.
Il a en particulier pris parti pour le pluralisme scolaire et la mise en place d'une réelle liberté d'enseignement, qu'il oppose au monopole étatique de l'instruction publique. Il défend en particulier le système d'écoles entièrement libres mis en place par l'association Créer son école ou le système du chèque éducation. Il est également critique de la tendance historiciste qu'il voit dans l'université française, qui selon Fouquet préfère la perspective hégélienne d'une « marche » de l'histoire au détriment de la rigueur nécessaire dans la discipline et, in fine, de la vérité.
Décorations :
- Grand Croix de l'Ordre de Duarte, Sanchez y Mella (République Dominicaine)

## Œuvres
- La Malaisie, nation pluriraciale ou état de transition ? , 1970,  223 p.
- Julien, la mort du monde antique, coécrit avec Pierre Grimal, Les Belles Lettres, 1985 ; rééd. L'Harmattan, 2009  (ISBN 978-2-296-08075-1) [présentation en ligne]
- Délires et Défaites, une histoire intellectuelle de l'exception française, Albin Michel, 2000
- Antimanuel de sociologie, L'Harmattan, 2002  (ISBN 2-7475-2486-8) [présentation en ligne]
- Histoire critique de la modernité, L'Harmattan, 2007  (ISBN 978-2-296-03505-8) [présentation en ligne]
- Modernité, L'Harmattan, 2009  (ISBN 978-2-296-08086-7) [présentation en ligne]
- 50 réponses sur l'Occident des origines à nos jours, France-Empire, 2013  (ISBN 2-7048-1223-3) [présentation en ligne]
- Comment l'Europe a changé le monde, Apopsix, 404p, 2014,  (ISBN 978-2-35979-095-5)
- L'identité de la France, Les éditions Libréchange, 2018